# 藤原公任
藤原公任（日语：／ Fujiwara no Kintō，966年—1041年2月4日）是日本平安時代中期的公卿、歌人。關白太政大臣藤原賴忠的長子。官至正二位权大納言。

## 生平

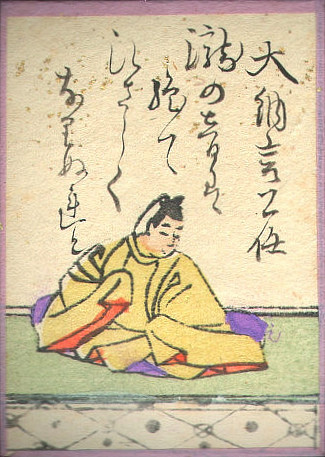
大納言公任（小倉百人一首）

藤原公任出生于官僚世家。祖父藤原实赖和父亲藤原賴忠都曾任关白太政大臣，母亲是醍醐天皇的孫女，妻子是村上天皇孫女。同时期家族中还有具平親王、右大臣藤原实資、書法家藤原佐理等大人物。
侍奉一条天皇。与藤原齐信、源俊贤、藤原行成并称为“一条朝的四纳言”。
藤原公任才华横溢，学识渊博，熟知宫廷礼仪，善于作和歌文辞，又精通管弦。
个人和歌集为《大納言公任集》、私撰集《金玉和歌集》、歌論書《新撰髄脳》、《和歌九品》等。《拾遺和歌集》（15首）等勅撰和歌集中收录其88首和歌。编有《三十六人撰》，其中提到的三十六人被后世称为三十六歌仙，又编有《和漢朗詠集》、《北山抄》等。
其直系後裔有武家御神本氏（益田氏）。

## 逸話

### 三舟之才
藤原道长與群卿遊大堰川，有汉诗之舟、管弦之舟、和歌之舟三艘，在各自的领域选出有才之士乘坐，道長问公任：“足下多能，將駕何船？”，公任吟咏：“小倉山嵐の風の寒ければもみぢの錦きぬ人ぞなき”，选择了和歌之舟。他日，公任后悔地说：“使我作詩如歌者，必播名於世。悔當時不駕作文船。”

## 代表和歌
- 小倉百人一首（55番）

滝の音はたえて久しくなりぬれど名こそ流れてなほ聞こえけれ

## 系譜
- 父：藤原頼忠
- 母：厳子女王（代明親王的女兒）
- 妻：昭平親王的女兒 - 藤原道兼養女
  - 男子：藤原定賴（995-1045）
  - 男子：良海[2]
  - 長女：藤原教通室（1000[3]-1024）
  - 次女：藤原遵子の養女（?-1023[4]）
- 生母不明
  - 男子：任入

## 相關作品
- 《致光之君》（2024年、NHK大河劇、演員：町田啓太）
- 《淺草鬼妻日記》（日本輕小說，作中為妖怪鵺在平安時代的偽裝身份）

## 脚注
1. ↑  『勅撰作者部類』
2. ↑  『栄花物語』巻第二十一,後くゐの大将
3. ↑  『小右記』長和元年4月28日条
4. ↑  『小右記』治安3年5月16日条